# Ото III (Бранденбург)
Вижте пояснителната страница за други личности с името Ото III.
Ото V, Благочестиви (на немски: Otto III, der Fromme, * 1215, † 9 октомври 1267 в Бранденбург (Хавел) от род Аскани е маркграф на Бранденбург заедно с брат му Йохан I от 1220 до неговата смърт 1266 г. и след това сам до 1267 г.
Ото V е по-малкият син на Албрехт II († 1220) и на Матилда фон Ландсберг (1185 – 1225) от род Ветини.
Ото III се жени през юни 1243 г. за Беатриса Бохемска (или Божена Пршемисловна), дъщеря на Венцеслав I (крал на Бохемия, † 1253) и Кунигунда фон Хоенщауфен († 1248).
Чрез женитбата територията Бауцен/Горна Лужица отива на Бранденбург.
Ото III умира на 9 октомври 1267 г. в резиденцията си в Бранденбург. Погребан е в църквата на доминиканския манастир Щраусберг, който той подарил през 1252 г.

## Деца
Ото III и Беатриса Бохемска (* ок. 1220; † 25 май 1286) имат децата:
- Йохан III „Пражки“ (1244 – 1268)
- Ото V „Дългия“ (* 1246; † 1298), маркграф на Бранденбург
- Албрехт III (1250 – 1300)
- Ото VI, „Малкия“ (1255 – 1303)
- Кунигунда (?– 1292), ∞ 1264 – 1269 херцог Бела от Славония; ∞ 1273 херцог Валрам V от Лимбург, (?–1280)
- Матилда (?–1316) ∞ 1266 херцог Барним I от Померания, (1218 – 1278)